# María Angélica Illanes
María Angélica Illanes Oliva (Santiago, 22 de octubre de 1949) es una historiadora chilena, dedicada al estudio de los movimientos populares, la transformación del Estado, la historia de las mujeres y temas de memoria.

## Carrera académica
En 1968 ingresa a estudiar Pedagogía y Licenciatura en Historia en la Pontificia Universidad Católica de Chile (PUC), hasta 1973 donde su carrera se ve interrumpida por el golpe de Estado y posterior Dictadura Cívico-Militar, sin poder terminar sus estudios. En 1975 ingresó a estudiar Licenciatura en Filosofía, mención Historia, en el Instituto de Estudios Humanísticos de la Universidad de Chile, obteniendo el grado en 1983, con distinción máxima. Ese mismo año cursó un diplomado superior en ciencias sociales en la FLACSO. Hizo el doctorado en historia en la PUC, donde también obtuvo la máxima distinción (2002).[cita requerida]
Ha sido docente en pregrado y postgrado en diversas universidades del país. Entre 1992 y 2001 se desempeñó en el Departamento de Estudios Humanísticos de la Facultad de Ciencias Físicas y Matemáticas de la Universidad de Chile.[cita requerida] Luego ejerció en la Universidad de Santiago entre el 2002 y 2006; en la Universidad ARCIS en los mismos años y en la Universidad Academia de Humanismo Cristiano (2004-2006). Desde 2007 se desempeña como docente en la Universidad Austral de Chile, en Valdivia donde continúa su trabajo historiográfico desde la Historia Social y en la formación de los futuros historiadores; participa en cátedras de pregrado, así como en el Magíster en Historia del Tiempo Presente que se imparte en esa casa de estudios.[cita requerida]
Su producción académica se ha volcado hacia la historia de los movimientos populares en Chile, en particular las mutuales y el peonaje minero y agrícola. También ha realizado varios estudios sobre las políticas públicas, en materia educacional, de salud y las distintas formas de intervención social, incluyendo el origen del trabajo social en Chile.[cita requerida]
A lo largo de su carrera como historiadora, investigadora y docente ha desarrollado trabajos conjuntos con otros renombrados historiadores: Armando de Ramón, Gabriel Salazar, Sergio Grez, Julio Pinto y Sergio González, así como con la antropóloga Sonia Montecino.[cita requerida]
Entre 2000 y 2001 se desempeñó como directora subrogante y subdirectora del Departamento de Estudios Humanísticos de la Universidad de Chile.Asimismo, ha desempeñado diversos cargos de administración y gestión académica y de investigación. Durante 2004 fue directora de la Escuela de Historia y Ciencias Sociales de la Universidad ARCIS. Entre 2008 y 2011 fue directora del Doctorado en Ciencias Humanas mención Discurso y Cultura, miembro del Consejo editorial y del Consejo Superior de Investigación de la Universidad Austral de Chile. 
Paralelamente, entre 1970 y 2013 ha participado en veinte proyectos de investigación, seis de ellos corresponden a proyectos de investigación por concurso de FONDECYT en carácter de investigadora responsable, en otro como co-investigadora. Los demás proyectos de investigación tuvieron otros fondos, principalmente universitarios.[cita requerida]
En 2020 obtuvo el premio Atenea otorgado por la Universidad de Concepción a la mejor obra de Humanidades y Ciencias Sociales y el Premio al mejor libro en Ciencias Sociales en LASA , Cono Sur. En junio de 2019 la Universidad Austral le otorgó el Premio Jorge Millas por su destacada trayectoria académica y su aporte a la historia social. En 2018 se le otorgó el premio Olga Poblete por su trayectoria. La Sociedad Chilena de Salubridad en 2002 la distinguió por su contribución a la salud pública de Chile. En 2008 fue candidata al Premio Nacional de Historia, aunque no fue elegida.
Entre las obras de la historiadora, destaca la publicación de su libro “Nuestra historia violeta. Feminismo social y vidas de mujeres en el siglo XX: una revolución permanente”, donde deja entrever cómo las mujeres obreras forjaron un marco contextual, social y político que incluía un compromiso colectivo: levantar a la clase trabajadora ante la explotación capitalista. En modo de ilustrar la interseccionalidad que envolvía a aquellas mujeres, alude a la imagen de Violeta Parra, quien al ser una mujer pobre y rural, según la autora “entregó toda su dedicación al país, sin embargo, nunca obtuvo el reconocimiento que se merecía”.

## Contribución Historiográfica
María Angélica Illanes es una de las precursoras de la corriente historiográfica llamada la Nueva Historia Social, que postula la necesidad de analizar los procesos económicos y sociales desde una óptica cultural, utilizando un enfoque "desde abajo" y "desde adentro". Es decir, intenta insertarse en la vida cotidiana de los sujetos comunes y corrientes.Este movimiento historiográfico se produjo como resultado de los cuestionamientos políticos surgidos luego del Golpe de Estado del general Augusto Pinochet en 1973, proceso reforzado por la crisis teórica que sufría el marxismo clásico a nivel internacional en ese entonces. Este corriente implicó un proceso revisionista y renovador que se realizó en el exilio.

A su vez, se destaca la forma escritural de la Dra. Maria Angelica Illanes pues converge de la apropiación de las técnicas escriturales dominantes; desde lo científico y objetivo la Dra. Propone una nueva forma de construcción del sujeto histórico. En sus palabras “un conocimiento que integre participativamente al sujeto cognoscente, lo constituya en mediador activo entre pasado y presente, permitiéndole manifestar su propia experiencia sufrida en tal mediación a través de expresiones tanto racional-cognitivas como intuitivo simbólicas, que permitan a la historia de huesos y esqueletos transformarse en carne y vital intimidad”(Entre Muros, una expresión de cultura autoritaria en el Chile postcolonial; 1986) 

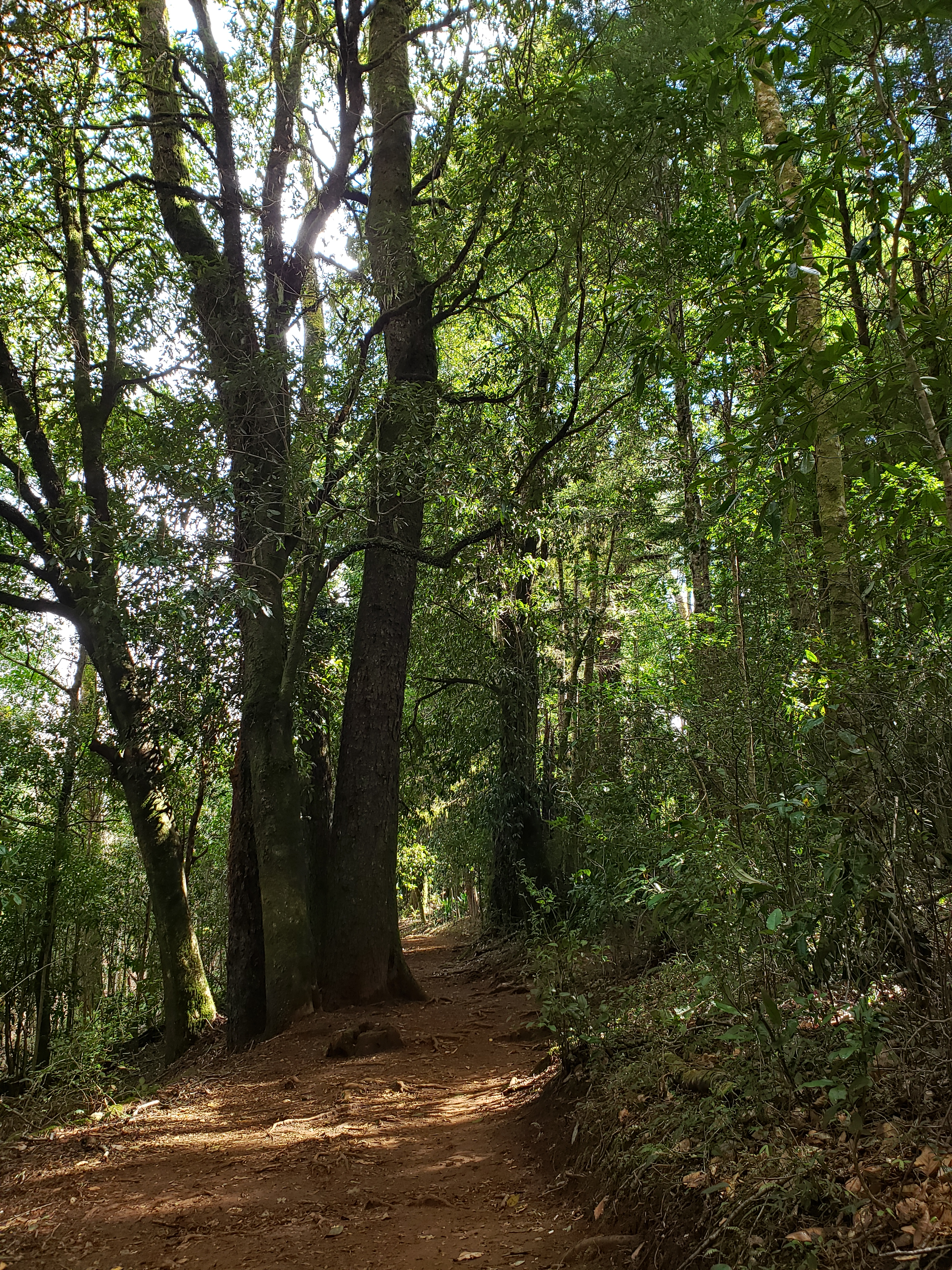
Actualmente enseña en la Universidad Austral, Valdivia.

## Obras

### Libros
Como autora:
- Ausente, señorita. El niño-chileno, la escuela-para-pobres y el auxilio. 1890-1990, Santiago, JUNAEB, 1992.
- La dominación silenciosa. Productores y prestamistas en la minería de Atacama. 1830-1860, Santiago, Universidad Blas Cañas, 1992.Movimiento en la tierra. Luchas campesinas, resistencia patronal y política social agraria. Chile, 1927-1947, LOM Ediciones, 2019. ISBN 978-956-00-1070-4
- La batalla de la memoria. Ensayos históricos de nuestro siglo. Chile, 1900-2000, Santiago, Planeta, 2002.
- Nuestra historia violeta. Feminismo social y vidas de mujeres en el siglo XX: Una revolución permanente. Santiago, LOM Ediciones, 2012. ISBN 978-956-00-0368-3
- Chile Des-centrado. Formación socio-cultural republicana y transición capitalista. Chile, 1810-1910, Santiago, LOM Ediciones, 2004.
- Cuerpo y sangre de la política. La construcción histórica de las Visitadoras Sociales. Chile, 1880-1940, Santiago, LOM Ediciones, 2007.
- En el nombre del Pueblo, del Estado y de la Ciencia - Historia social de la salud pública. Chile, 1880-1973. Hacia una historia social del siglo XX, Santiago, Fundación Interamericana (IAF) y ONG Colectivo Atención Primaria, 1993. Reeditado por el Ministerio de Salud en 2010.
- La batalla de la memoria. Ensayos históricos de nuestro siglo. Chile, 1900-2000 (segunda edición), Santiago, Historiográfica, 2023.
- Lecturas conmemorativas y otros ensayos históricos del nuevo siglo. Santiago: Crítica, 2024.

Como co-editora:
- Colectivo de Autobiografía Histórica Memoria íntima de Chile: tres generaciones de mujeres. M. Angélica Illanes, Presentaciones históricas y autobiografía, 2019.
- M.A.Illanes, M. Requena y J. Soto (editores) Salvador Allende, La realidad médico-social chilena. Introducción: El cuerpo del pueblo y el socialismo de Allende, Editorial Cuarto Propio, Santiago, 1999.
- M. A. Illanes  S. González, y L. Moulián (editores y compiladores) Poemario Popular de Tarapacá. Chile, 1899-1910, LOM, DIBAM y Universidad A. Prat de Iquique, 1998.
- M. Angélica Illanes y Manuel Riesco Development Welfare State and social change in Chile, UNRISD, Ginebra, 1998.

### Artículos y capítulos de libros
Ha publicado más de treinta artículos sobre diversos temas de historiografía: movimientos obreros y campesinos, historia de las ideas, sobre sistemas de bienestar, educación, salud, trabajo social e historias de mujeres chilenas. Asimismo, ha publicado alrededor de 27 capítulos de libros compilados por diversos historiadores e investigadores sociales: Diego Armus, Sergio Grez, Sergio González, Sonia Montecino, Julio Pinto, Francisco Zapata, entre otros.[cita requerida]
- Nuestra democracia socialista a 50 años A cincuenta años del triunfo de Allende y la Unidad Popular. Anales de la Universidad de Chile No. 18 (2020): serie 7
- Participación social en Salud Pública. ¿Hacia dónde vamos?
- La mujer al regreso del soldado: Santiago, en 1892 (1998)
- ¿Rabia o revolución? Guerra civil en Chañarcillo (Chile, Atacama, 1851-1852) (2003)
- La revolución solidaria. Las sociedades de socorros mutuos de artesanos y obreros: Un proyecto popular democrático, 1840-1887 (2003)
- Política social y modelos de desarrollo: Puntos de saturación histórica (Chile, 1924-2003) (2005)
- Memoria de la herida y la revuelta fluyendo de los placeres "Madre de Dios" y "Río Cruces", 1598-2008 (2011)
- La cuarta frontera: El caso del territorio valdiviano (Chile, siglos XVII-XIX) (2014)
- Defensa social en tiempos de peligro. La clase terrateniente chilena y la cuestión agraria (1936-1940) (2014)